# Irish Professional Championship 1981
Die Irish Professional Championship 1981 war ein Snookerturnier zur Ermittlung des irischen Profimeisters in Form eines Herausforderungsmatchs. Das Turnier wurde im Rahmen der Snooker-Saison 1980/81 vom 11. bis zum 14. März 1981 im Riverside Theatre der nordirischen Stadt Coleraine zwischen Titelverteidiger Dennis Taylor und seinem irischen Herausforderer Patsy Fagan ausgetragen. Taylor verteidigte seinen Titel erst im letztmöglichsten Frame der Partie, im Gegensatz dazu spielte Fagan mit einem 107er-Break das höchste Break des Turnieres und zugleich das einzige Century Break.

## Hintergrund
Der Nordire Dennis Taylor hatte nach einem gescheiterten Versuch im Jahr 1978 im vorherigen Jahr den langjährigen Titelträger Alex Higgins, der in einer zweiten Meisterschaft 1978 sowie 1979 gegen Patsy Fagan gewonnen hatte, besiegt. Für Taylor war dieser Titelgewinn neben dem WM-Finale 1979 der größte Profierfolg, während sein irischer Konkurrent die Erstausgabe der UK Championship gewonnen hatte.

## Preisgeld
Nachdem es im Vorjahr kein Preisgeld gegeben hatte, wurden diesmal 2.800 Pfund Sterling ausgeschüttet.
|           | Preisgeld |
| --------- | --------- |
| Sieger    | 2.000 £   |
| Finalist  | 800 £     |
| Insgesamt | 2.800 £   |

## Finale
Dennis Taylor erwischte mit einem 84er-Break den besseren Start und ging mit 3:0 und 4:1 in Führung, ehe Patsy Fagan das Spiel auf 4:6 umdrehte. Nachdem Taylor auf 5:6 verkürzt hatte, erweiterte Fagan seine Führung auf 5:8. Kurz darauf kam Taylor auf 8:9 an ihn heran, bis Fagan auf 8:10 erhöhte. Doch Taylor schaffte es, die folgenden beiden Frames zum 10:10 zu gewinnen, aber Fagan ging sofort wieder in Führung und baute diese nach einem erneuten Ausgleich seitens Taylor auf 11:14 aus. Nachdem Taylor wieder einen Frame gewonnen hatte, zog Fagan auf 12:17, wobei Taylor diesen Stand kurz darauf auf 14:17 und 16:19 vermindert hatte. Fagan gewann noch einem Frame, ehe Taylor durch eine Siegesserie das Spiel wieder drehte und mit 21:20 in Führung ging. Fagan rettete sich noch in den Decider, der jedoch mit 73:27 an Taylor ging.

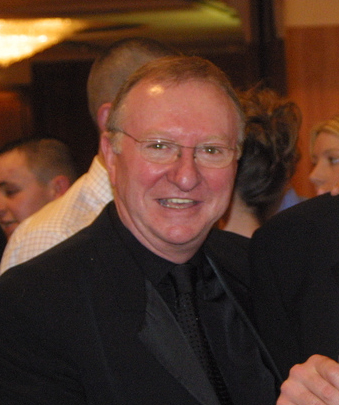
Dennis Taylor 2004

| Finale: Best of 43 Frames Riverside Theatre, Coleraine, Nordirland, 11. – 14. März 1983 |                |             |
| Dennis Taylor | 22:21          | Patsy Fagan |
| 105:9 (84); 88:33; 75:31; 41:75 (68); 51:27; 50:57; 23:59; 62:69; 47:70; 25:98; 83:34; 35:62; 16:85; 64:51; 29:85; 76:5 (51); 74:31 (74); 45:56; 63:42; 66:20; 12:128 (107); 65:38 (56); 54:67 (Taylor 52); 60:65 (Taylor 56); 22:63; 96:19; 29:64; 57:68; 20:84; 76:51; 61:23; 5:65; 42:90 (55); 71:38 (52); 80:45 (50); 34:72; 82:40 (52); 65:10 (55); 90:7; 91:10; 65:54; 24:65; 73:27 |                |             |
| 84 | Höchstes Break | 107         |
| – | Century-Breaks | 1           |
| 10 | 50+-Breaks     | 3           |